# لیکوالیکایی‌های نمادین
لیکوالیکایی‌های نمادین (نام علمی: Spelaeornis)، یک سرده از پرندگان خانواده لیکویان جهان قدیم است. در میان این گروه، لیکوالیکایی‌های معمولی کاملاً به گونهٔ تک‌نماد لیکوی سربلوطی (Timalia pileata) مرتبط هستند. یکی از گونه‌هایی که در گذشته در این سرده قرار داده شده بود، لیکوالیکایی خالدار بود که به یک سرده از Elachura خود منتقل شده و در یک خانواده جداگانه قرار داده شده‌است.